# Nepalkupvinge
Nepalkupvinge (Pnoepyga immaculata) är en asiatisk fågelart i familjen kupvingar inom ordningen tättingar.

## Utseende och läte
Nepalkupvingen är liksom övriga arter i familjen kupvingar en mycket liten (10 cm) brunaktig fågel som verkar nästan sakna stjärt. På undersidan syns smala svarta centra på fjädrarna. Jämfört med fjällig kupvinge (Pnoepyga albiventer) saknar nepalkupvingen dennas beigevita fläckar på hjässa, halssidor och vingar. Ovansidan är också blekare olivbrun. Lätet består av åtta högfrekventa genomträngande toner som levereras rätt snabbt.

## Utbredning och systematik
Nepalensisk kupvinge beskrevs som ny art för vetenskapen först 1991 och är endemisk för ett område i Himalaya från västcentrala till östra Nepal. Den övervintrar i låglandet, där den även påträffats på andra sidan gränsen till Uttar Pradesh. Den behandlas som monotypisk, det vill säga att den inte delas in i några underarter.

### Familjetillhörighet
Fram tills nyligen har kupvingarna helt okontroversiellt betraktats som en av flera släkten smygtimalior i familjen Timaliidae, som de i flera avseenden är mycket lika (därav artens tidigare svenska trivialnamn nepalesisk smygtimalia). Genetiska studier visar dock förvånande att de istället är troligen närmare släkt med gräsfåglar (Locustellidae) och rörsångare (Acrocephalidae). Därför urskiljs de numera ut som en egen familj, Pnoepygidae.

## Levnadssätt
Nepalkupvingen hittas nära åar och floder i undervegetation med stenar och klippblock, men även i öppna delar eller i kanter av städsegrön lövskog. Den förekommer i bergstrakter, vanligen på mellan 1730 och 3100 meters höjd, vintertid ner till 250 meter. Där hoppar den runt i den låga vegetationen och bland klippblocken, troligen på jakt efter ryggradslösa djur, och kan då vara lätt att komma nära. Arten häckar maj–juli med ett bo funnet intill ett litet vattenfall.

## Status och hot
Arten har ett stort utbredningsområde, men tros minska i antal, dock inte tillräckligt kraftigt för att den ska betraktas som hotad. Internationella naturvårdsunionen IUCN listar arten som livskraftig (LC). Världspopulationen har inte uppskattats men den beskrivs som lokalt förekommande och ganska vanlig.